# Star Carr
Star Carr ist ein frühmesolithischer Fundplatz der Klosterlundgruppe bei Scarborough in North-Yorkshire an der Ostküste Englands. Es handelt sich um den Lagerplatz einer Gruppe von Jägern und Sammlern an einem heute verlandeten See. Man bezeichnete es lange als Maglemose-Kultur die der Kongemose-Kultur voraus geht und der Ahrensburger Kultur folgt, heute wird sie häufig als Hamburger Kultur bzw. Übergang zum Creswellien verstanden. Etwa gleichzeitig wurde das südliche Skandinavien von der Maglemose-Kultur besiedelt. Begünstigt wurde dies durch den niedrigen Wasserstand der Meere und das Aufstauen des Ostsee-Wassers im Ancylussee, wodurch Landbrücken wie Doggerland und Jütland-Fünnen-Seeland-Scane entstanden. Annähernd  gleichzeitig datiert wurde am gleichen See auch die Fundstätte Seamer Carr. Eine Besonderheit beider ist der erstmalige Nachweis von Hunden auf den Britischen Inseln die auf etwa 9700 BP datiert wurden sowie Funde von Hirschgeweihmasken die auch im etwas jüngerem Thatcham II/V und zahlreichen weiteren Fundplätzen in der Norddeutschen Tiefebene gefunden wurden. Somit können Parallelen zu der etwas älteren Fundstätte der Venusfigurinen von Gönnersdorf des späten Magdalénien, dem Fundplatz Stellmoor dem jüngsten Fund, dem Blinkerwall (skandinavisch Hangas) in der Mecklenburger Bucht vor Rerik und  den Hirschgeweihmasken frühmesolithischer Kulturen gezogen werden, was eine viel komplexere Betrachtung der kulturellen Entwicklung unter Einbeziehung der Küstenänderungen von Nord- und Ostsee und der Irischen See notwendig macht.

## Geschichte
Wegen der Feuchtbodenerhaltung im Vale of Pickering ist Star Carr die an Artefakten aus Holz und Knochen reichste mesolithische Fundstätte Englands. Sie wurde in den Jahren 1949 bis 1951 vom britischen Prähistoriker Grahame Clark ergraben und 1954 publiziert.
An der Universität von Manchester erklärte Professor Clark am Ende der Untersuchungen: „Eins der wesentlichen Ergebnisse der Forschungen in Star Carr ist, dass wir eine Vorstellung davon erhielten, wie unsere mesolithischen Vorfahren die Lebensquellen ihrer unmittelbaren Umgebung ausnutzten.“
Die pflanzlichen Überreste im Morast und Torf zeigten an, dass die natürliche Umwelt dieser Siedlung eine feuchte Uferlandschaft mit Birken und in etwas weiterer Entfernung auch Kiefernwald gewesen ist. Sie datiert auf 9488±350 (uncal.).

## Funde
Es wurde eine Siedlungsfläche von 16,5 mal 14,5 Meter ausgegraben.
- Aus Holz wurden Pfeile und Bögen, Beil- und Speerschäfte, Paddel, Fischgabeln und Lochscheiben (Keulenköpfe) hergestellt.
- Aus Hirschgeweih entstanden einseitige Harpunen, Speerspitzen mit Widerhaken, Meißel, Druckstäbe, Fellschaber, Geweihbeile mit schräg angeschliffener Schneide oder Tüllenbeile mit Steineinsatz.

Neben den oben aufgeführten Funden wurden auch 17.000 Feuersteinartefakte gefunden, davon waren über 7 Prozent Werkzeuge. Zu den Feuersteingeräten gehören Kern- und Scheibenbeile, Klingen, Schaber, Bohrer, Stichel und Mikrolithen. Als Abfallprodukte der Mikrolithenherstellung fielen Mikrostichel an. Auch querschneidige Pfeilspitzen wurden gefunden.
Es wurden Knochen von 80 Hirschen, 33 Rehen, 11 Elchen, 9 Auerochsen, 5 Wildschweinen und zahlreichen Wasservögeln gefunden.
Heute befinden sich die Fundstücke aufgeteilt in 4 britischen Museen: Dem British Museum in London, dem Yorkshire Museum in York, dem Museum of Archaeology and Anthropology der Universität Cambridge und dem Rotunda Museum in Scarborough.